# Claysburg (Pennsylvanie)
Claysburg est une census-designated place située dans le comté de Blair, dans l’État de Pennsylvanie, aux États-Unis. Lors du recensement de 2020, elle compte 1 291 habitants.